# Герб Сантіагу-ду-Касена
Ге́рб Сантіа́гу-ду-Ка́сена — офіційний символ міста Сантіагу-ду-Касен, Португалія. Використовується як територіальний герб. У синьому щиті лицар на срібному коні, у срібній кольчузі й обладунках. Правицею він заносить срібного меча над головою, а лівицею тримає щита з червоним Яківським хрестом. Кінь у червоній збруї скаче праворуч. Під його передніми ногами переможений мавр, одягнений у срібні шати і тюрбан, з кинджалом у руці. Щит увінчує срібна мурована міська корона з п'ятьма вежами.  Під щитом біла стрічка, на якій великими літерами напис португальською: «cidade de Santiago do Cacém» (місто Сантіагу-ду-Касен).  Офіційно затверджений 16 серпня 1991 року. Створений на основі попереднього містечкового герба, ухваленого 13 жовтня 1986 року. 

## Галерея

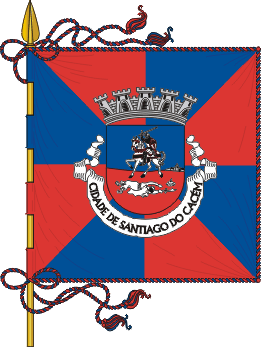
Прапор